# Forêt du Perche
La forêt domaniale du Perche est située dans le département français de l'Orne, dans la région Normandie. Jusqu'au XVIe siècle, la forêt du Perche couvrait l'essentiel du comté du Perche. La vénerie y est encore pratiquée.

## Géographie
La forêt domaniale du Perche s'étend à la rencontre des territoires communaux de Bubertré, Prépotin, Randonnai, La Poterie-au-Perche, La Ventrouze et Tourouvre.

## Patrimoine naturel
Les forêts du Perche occidental sont en zone naturelle d'intérêt écologique, faunistique et floristique.
Les forêts domaniales du Perche et de la Trappe sont en zone naturelle d'intérêt écologique, faunistique et floristique.

## Eau
Au sud-ouest de cette forêt, la source de l'Avre est sur la commune de Bubertré.
De nombreux étangs sont signalés par Géoportail :
- l'étang du Gré : au nord-ouest sur la commune de Bresolettes.
- l'étang du Cachot : sur la commune de Bresolettes.
- l'étang de La Forge : sur la commune de Bresolettes.
- l'étang d'Orainville : sur la commune de Bresolettes.
- L'étang de Conturbie : à cheval sur les communes de Bresolettes et de Randonnai.
- L'étang du Fourneau (dit aussi du Château) : sur la commune de Randonnai.
- L'étang des Gaillon : à cheval sur les communes de Randonnai et d'Irai
- L'étang de Sainte-Nicolle : sur la commune de La Poterie-au-Perche.
- l'étang de Mousuette : au centre-est sur la commune de La Poterie-au-Perche.
- l'étang de Fortibert : à l'est sur la commune de La Poterie-au-Perche.
- l'étang de Rudelande : au nord-est sur la commune de La Poterie-au-Perche.
- l'étang de La Motte Rouge : au nord-est sur la commune de Normandel.